# Kinga Skwira
Kinga Skwira (Varsòvia, 1996) és una poeta polonesa. És autora del llibre de poesia Wszystko już było dotykane (2021) i va ser nominada al Premi Literari del President de Białystok en memòria de Wiesław Kazanecki al millor debut poètic de l’any (2022). Actualment resideix a París.